# Hotel Rwanda: Music From The Film
Hotel Rwanda: Music From The Film – album ze ścieżką dźwiękową do filmu Hotel Ruanda z 2004 roku w reżyserii Terry'ego George'a, który powstał przy współpracy kompozytora Ruperta Gregsona-Williamsa i zespołu Afro Celt Sound System oraz innych wykonawców.
Obok muzyki skomponowanej przez Ruperta Gregsona-Williamsa, na płycie znalazły się piosenki zaśpiewane, m.in. przez: Wyclefa Jeana, Deborah Cox, Yvonne Chaka Chaka, Tilly Key. Płytę, zawierającą 15 utworów, wydała w Stanach Zjednoczonych firma fonograficzna Commotion Records w 2005 roku.

## Lista utworów
| Nr  | Tytuł utworu                                 | Kompozytor                                 | Długość |
| --- | -------------------------------------------- | ------------------------------------------ | ------- |
| 1.  | „Mama Ararira Pt. 1/Mama Ararira We!, Pt. 2” | Afro Celt Sound System, Dorothee Munyaneza | 3:41    |
| 2.  | „Mwali We!”                                  | Dorothee Munyaneza, Ben Munyaneza          | 1:09    |
| 3.  | „Million Voices”                             | Wyclef Jean                                | 4:23    |
| 4.  | „Interhamwe Attack”                          | Rupert Gregson-Williams                    | 2:48    |
| 5.  | „Nobody Cares”                               | Deborah Cox                                | 4:12    |
| 6.  | „Umqombothi (African Beer)”                  | Yvonne Chaka Chaka                         | 4:53    |
| 7.  | „The Road to Exile”                          | Afro Celt Sound System                     | 4:47    |
| 8.  | „Whispered Song”                             | Afro Celt Sound System                     | 3:06    |
| 9.  | „Finale”                                     | Andrea Guerra                              | 3:02    |
| 10. | „Ambush”                                     | Rupert Gregson-Williams                    | 2:49    |
| 11. | „Ne Me Laisse Pas Seule Ici”                 | Tilly Key                                  | 3:33    |
| 12. | „Mwari Sigaramahoro”                         | Isonga                                     | 2:22    |
| 13. | „Olugendo Lw'e Bulaya”                       | Bernard Kabanda                            | 5:54    |
| 14. | „Children Found”                             | Andrea Guerra                              | 1:57    |
| 15. | „Icyibo”                                     | Andrea Guerra                              | 0:49    |
|     |                                              |                                            | 49:25   |